# Hipomania
Hipomania – jedna z postaci epizodu maniakalnego (obok manii z i bez objawów psychotycznych), która w odróżnieniu od manii charakteryzuje się mniejszym zakłóceniem funkcjonowania psychospołecznego.
Klasyfikacja ICD-10 podaje następujące różnice w rozpoznaniu manii i hipomanii:
| Cecha                     | Hipomania                                                                        | Mania                                                 |
| ------------------------- | -------------------------------------------------------------------------------- | ----------------------------------------------------- |
| Nastrój                   | Łagodne podwyższenie nastroju lub jego drażliwość (wyższa niż w cyklotymii)      | Znaczne podwyższenie nastroju lub wysoka drażliwość   |
| Okres trwania             | Kilka dni                                                                        | Tydzień                                               |
| Zakłócenie funkcjonowania | Wyraźne utrudnienie funkcjonowania, jednak nie w stopniu znacznym czy całkowitym | Całkowite zakłócenie funkcjonowania psychospołecznego |

Jeśli epizod hipomanii lub manii występuje powtórnie, rozpoznaje się zaburzenia afektywne dwubiegunowe, nawet jeżeli u pacjenta nie występowały epizody depresji czy stany mieszane.

## Leczenie
Postępowanie jest identyczne jak w przypadku leczenia epizodu manii.

## Diagnoza różnicowa
W diagnozowaniu epizodu hipomanii należy wykluczyć następujące zaburzenia psychiczne:
- cyklotymia
- depresja z drażliwym nastrojem
- epizod afektywny mieszany
- mania
- majaczenie
- otępienie
- schizofrenia
- zaburzenia osobowości
- zaburzenie schizoafektywne